# 济阳街道 (济宁市)
济阳街道，是中华人民共和国山東省济宁市任城区下辖的一个乡镇级行政单位。

## 行政区划
济阳街道下辖以下地区：
济阳大街社区、草桥口社区、运河社区、柳行社区、龙行社区、财工街社区、南门社区、京杭社区和后营村。